# پائولوس رویها
پائولوس رویها (فنلاندی: Paulus Roiha؛ زادهٔ ۳ اوت ۱۹۸۰) بازیکن فوتبال اهل فنلاند است.
از باشگاه‌هایی که در آن بازی کرده‌است می‌توان به باشگاه فوتبال ادو دن هاخ، باشگاه فوتبال هلسینکی، باشگاه فوتبال کوپیون پالوسئورا، باشگاه فوتبال سرکل بروژ، باشگاه فوتبال پک زووله، باشگاه فوتبال اوترخت، و باشگاه فوتبال اویپشت اشاره کرد.
وی همچنین در تیم ملی فوتبال فنلاند بازی کرده‌است.